# Photomath
Photomath是Google擁有的相機計算器  移動應用程序，它利用手機的相機来識別數學方程式，並在屏幕上顯示逐步解決方案。它可以在Android和iOS上免費使用。應用程序由總部設在克羅地亞薩格勒布的Microblink于2014年發布，註冊辦事處在倫敦，英國。該公司專門從事文本識別軟件开发。
截至2016年，除了印刷文本，它還能識別手寫内容並提供數學方程的步驟。
2022 年 5 月，Google宣布将收购Photomath。交易随后经过欧洲联盟委员会的审查，並于 2023 年 3 月获得批准、于 6 月完成。此收购是克罗地亚历史上最大的初创公司收购案，因为 Photomath 曾是克罗地亚最受欢迎的应用程序。这笔交易被认为是Google对 OpenAI 的回应之一。
它被列入排名第三的前20名最佳教學和學習應用程序列表中，它得到了老師的讚揚和批評。
它在Google Play上被下載了1000到5000萬次。